# Caecum cooperi
Caecum cooperi is een slakkensoort uit de familie van de Caecidae. De wetenschappelijke naam van de soort is voor het eerst geldig gepubliceerd in 1860 door S. Smith.